# Czwarta planeta
Czwarta planeta (org. Четвёртая планета) – rosyjski film s-f z 1995 roku w reż. Dmitrija Astrachana oparty na motywach opowiadania pt. Trzecia ekspedycja ze zbioru Kroniki marsjańskie Raya Bradbury’ego.

## Opis fabuły
Amerykańsko-rosyjska ekspedycja kosmiczna ląduje na Marsie. Jednak ku zdziwieniu jej członków, wkrótce po lądowaniu okazuje się, że kosmonauci znajdują się na Ziemi w niedużym radzieckim miasteczku – miejscu skąd pochodzi dowódca załogi – tyle, że dwadzieścia lat wcześniej. Witający ich żarliwie mieszkańcy wyjaśniają im, że właśnie wrócili z udanej ekspedycji na Marsa i zgodnie z teorią względności Einsteina wylądowali na Ziemi dwadzieścia lat wcześniej. Początkowo niedowierzający wszystkiemu kosmonauci z czasem coraz bardziej przekonują się do tego co widzą. Osnowa akcji filmu toczy się wokół nieszczęśliwego zdarzenia z młodości dowódcy załogi Siergieja – jego dziewczyna i wielka miłość z czasów gdy był jeszcze nieśmiałym i nieporadnym młokosem została zadźgana nożem przez miejscowego pijaka. Teraz, znając przyszłość i będąc już dojrzałym, silnym mężczyzną, kosmonauta postanawia zapobiec nieszczęściu. Bardzo imponuje Tani, która zakochuje się w nim od pierwszego wejrzenia. Siergiej wkrótce wyjawia jej kim jest. Jednak pokładowy komputer rakiety którą przylecieli kosmonauci pokazuje, że wcale nie powrócili oni na Ziemię i wciąż są na Marsie. Bystry i inteligentny Siergiej dochodzi do wniosku, że wszystko co widzą i przeżywają to złudzenie, które Marsjanie stworzyli ziemskim przybyszom wykorzystując ich podświadomość, aby uśpić ich czujność i w odpowiednim momencie obezwładnić „najeźdźców”. Ziemianie postanawiają wracać do rakiety i natychmiast starować. Jednak sam Siergiej decyduje się zostać i ratować Tanię przed śmiercią, która ma nastąpić tego samego wieczora. W ostatniej scenie filmu Siergiej i Tania wraz z orszakiem weselnym obserwują odlot jego współtowarzyszy.

## Główne role
- Anatolij Kotieniow – Siergiej
- Olga Bielajewa – Tania
- Daniel McVicar – Sam
- Jurij Orłow – Igor

i inni.